# بيتار راداكوفتش
بيتار راداكوفتش (مواليد 22 فبراير 1937) هو لاعب كرة قدم. يلعب مع منتخب يوغوسلافيا لكرة القدم. سبق له أن لعب في كأس العالم لكرة القدم مع منتخب بلاده.

## مسيرته الكروية
لعب بيتار راداكوفتش خلال مسيرته الاحترافية مع نادِ واحدٍ في أحد عشر موسمًا وسجل خلالها 30 هدف ضمن 132 مباراة. ولم يفز بأي موسم بالكأس أو بالدوري.
خاض بيتار راداكوفتش مسيرته مع نادي رييكا في موسم 1956–57 ليلعب معه أحد عشر موسمًا، مشاركًا في 132 مباراة سجل خلالها 30 هدف.

## روابط خارجية
- بيتار راداكوفتش على موقع الاتحاد الدولي (مؤرشف)  (الإنجليزية)
- بيتار راداكوفتش على موقع قاعدة بيانات كرة القدم.إي يو (الإنجليزية)
- بيتار راداكوفتش على موقع بيانات كرة القدم. دي إي (الألمانية)
- بيتار راداكوفتش على موقع ناشيونال فوتبول تيمز (الإنجليزية)
- بيتار راداكوفتش على موقع Soccerway.com (الإنجليزية)
- بيتار راداكوفتش على موقع عالم كرة القدم.نت (الإنجليزية)